# Chiesa di Santa Maria Intervineas
La chiesa di Santa Maria Intervineas è una chiesa cattolica in stile tardo-romanico e gotico, situata nel centro storico della città di Ascoli Piceno nel quartiere omonimo.

## Storia
La prima attestazione della chiesa risale al diploma del 996 di Ottone III che concedeva privilegi al vescovo Adamo, quando, tra i molti edifici viene menzionata anche questa pieve, intitolata alla Vergine, sotto la giurisdizione del Capitolo della Cattedrale, edificata nel luogo dove nel V secolo doveva già esistere un luogo di culto dedicato alla Madonna, laddove dove fu prodigiosamente ritrovata un'immagine della Madonna entro un'edicola, che si trovava tra le vigne, che dovevano trovarsi in quell'area.
Va peraltro ricordato che la chiesa si trova a pochi metri da quello che viene considerato dagli storici il primitivo palazzo comunale della città, edificato sotto i primi podestà cittadini alla fine del XII secolo. Di questo edificio, che occupava l'intera parte orientale della piazza Santa Maria Intervineas, su cui prospetta la facciata laterale destra della chiesa, resta soltanto la cosiddetta "bifora di Carlo Magno", così chiamata per la tradizione secondo la quale vi soggiornò il re franco nel suo viaggio verso Roma per essere incoronato imperatore.
La chiesa è collocata lungo le sponde del Tronto, nei pressi del luogo dove il fiume crea un'ansa, all'inizio dell'area nord-occidentale della città storica, che vide la maggiore concentrazione di edilizia privata e religiosa a cavallo del mille.
La costruzione attuale, a blocchi in travertino, dovette essere rimaneggiata nel XIII secolo, ma l'attuale chiesa è determinata da cambiamenti avvenuti nel corso dei secoli, dovuti anche alla sua collocazione sulla rupe al di sopra del fiume, che ha creato problematiche di natura statica nel corso dell'ottocento che portarono alla demolizione di entrambe le navate laterali, la cui ricostruzione venne realizzata tra il 1950 ed il 1954.

## Architettura

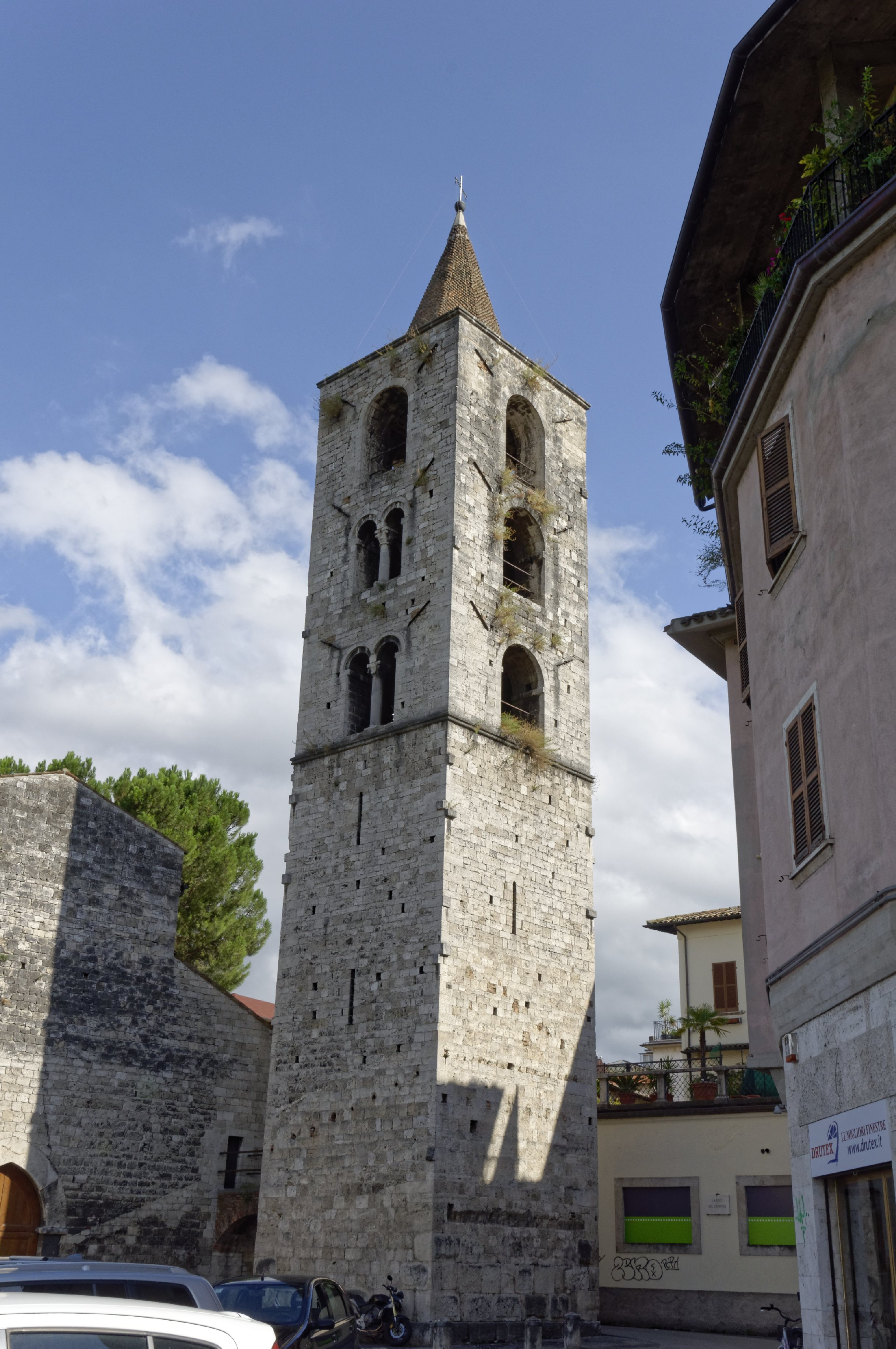
La torre campanaria di Santa Maria Intervineas

Architettonicamente rappresenta un raro esempio di chiesa-fortezza, priva di particolari elementi decorativi, che denotano l'arcaicità dell'edificio tra le chiese romaniche cittadine e che conferiscono alla struttura un aspetto austero. La facciata principale, a spioventi, totalmente priva di elementi decorativi, è segnata unicamente dal portale dall'arco ogivale. Un secondo ingresso si apre al centro della navata laterale destra, che chiude corso Trento e Trieste, facente parte del rifacimento novecentesco e che presenta elementi decorativi contemporanei; le absidi, incorporate in edifici successivi e parzialmente nascoste all'esterno, hanno la caratteristica di avere delle feritoie che si aprono nella parte inferiore della muratura.
L'interno è suddiviso in tre navate, divise in maniera alternata da pilastri e colonne. Il restauro architettonico novecentesco ha anche consentito la riscoperta di tracce di affreschi risalenti ad un periodo tra la fine del XIII secolo e gli inizi del successivo, tra cui la Madonna in trono col Bambino tra San Giovanni Evangelista e l' arcangelo Michele che pesa le anime, nella parte inferiore dell'ultimo pilastro della navata sinistra e l'Ultima Cena, nella parte alta della parete sinistra della navata centrale.
Peculiarità di questa chiesa è il monumento dell'umanista ascolano Cola Pizzuti, morto nel 1476, collocato sulla controfacciata, in corrispondenza dell'ingresso principale. Si tratta di una monumentale opera in travertino della seconda metà del XV secolo finemente lavorata a forma di tabernacolo in stile gotico-rinascimentale. Impostata su quattro colonne tortili, sorrette da altrettanti leoni, mostra nella parte interna della volta a crociera una decorazione pittorica, attribuita a seguaci di Pietro Alemanno, raffigurante nelle vele gli Evangelisti e nei pennacchi triangolari le Virtù Cardinali. La decorazione a grottesche dei costoloni e degli archi mostra invece un'adesione verso modelli antiquari rinascimentali.

### La torre campanaria di Santa Maria Intervineas
In posizione isolata rispetto al resto della chiesa, è stata realizzata riutilizzando un'antica torre gentilizia costruita probabilmente nel periodo tra il XII e il XIII secolo, che doveva avere, vista la particolare posizione della chiesa ed elementi come le feritoie nella parte inferiore e gli sporti angolari, anche una funzione militaresca di torre di guardia. La possente base quadrangolare è formata da diverse file di blocchi romani di reimpiego, mentre la canna è costituita da tre ordini di aperture, a tutto sesto e a bifore.

## Galleria d'immagini

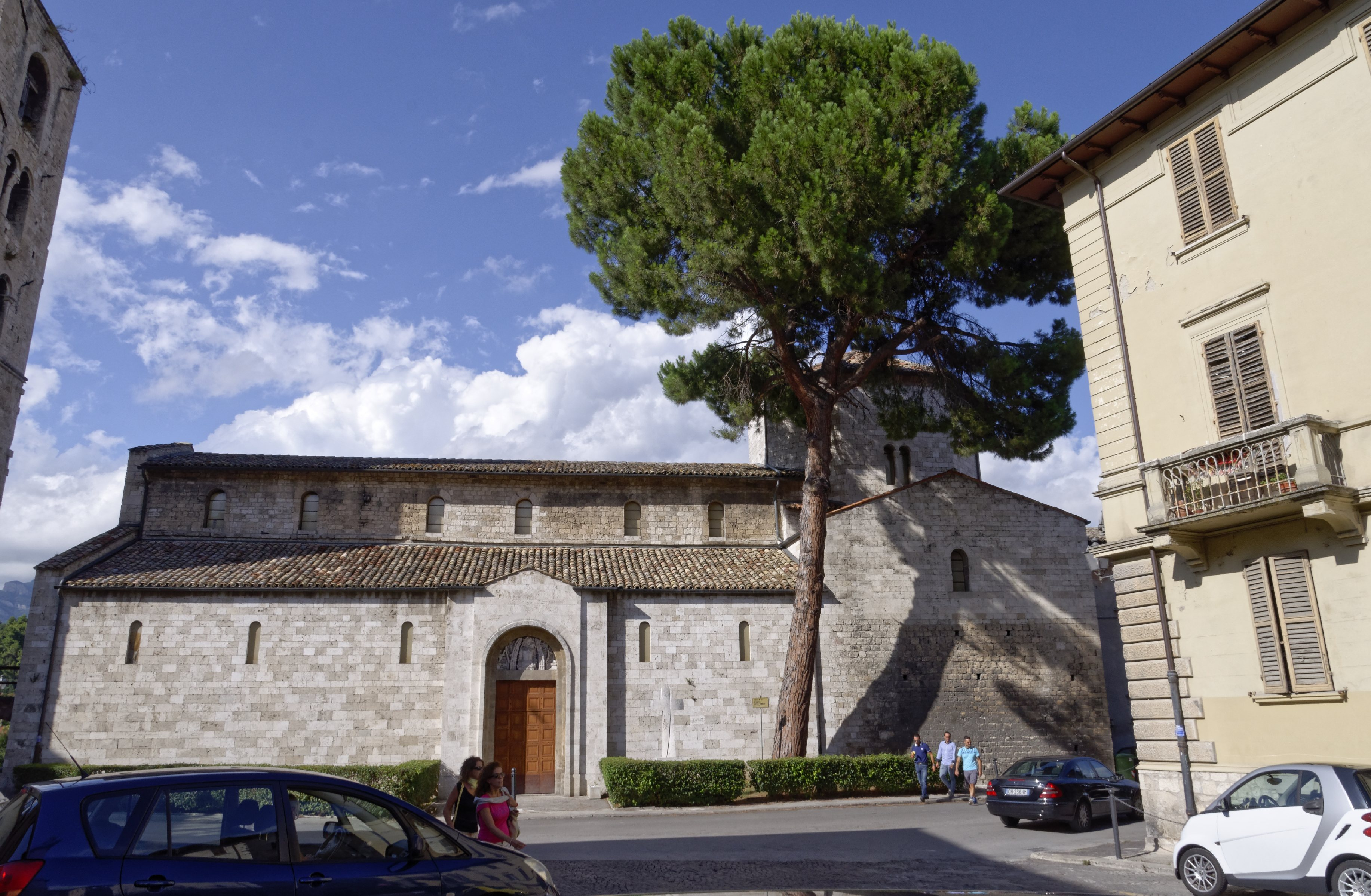
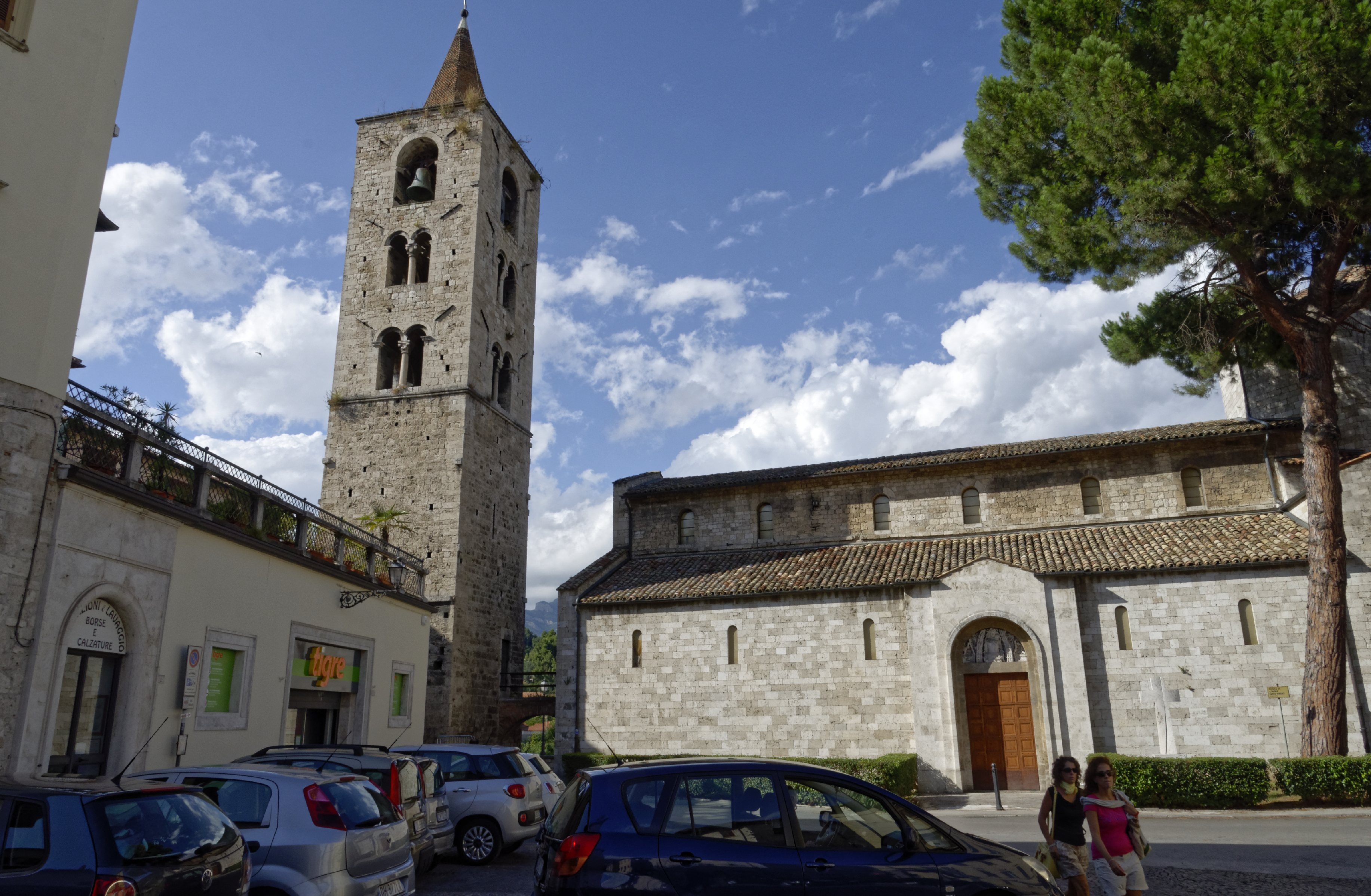
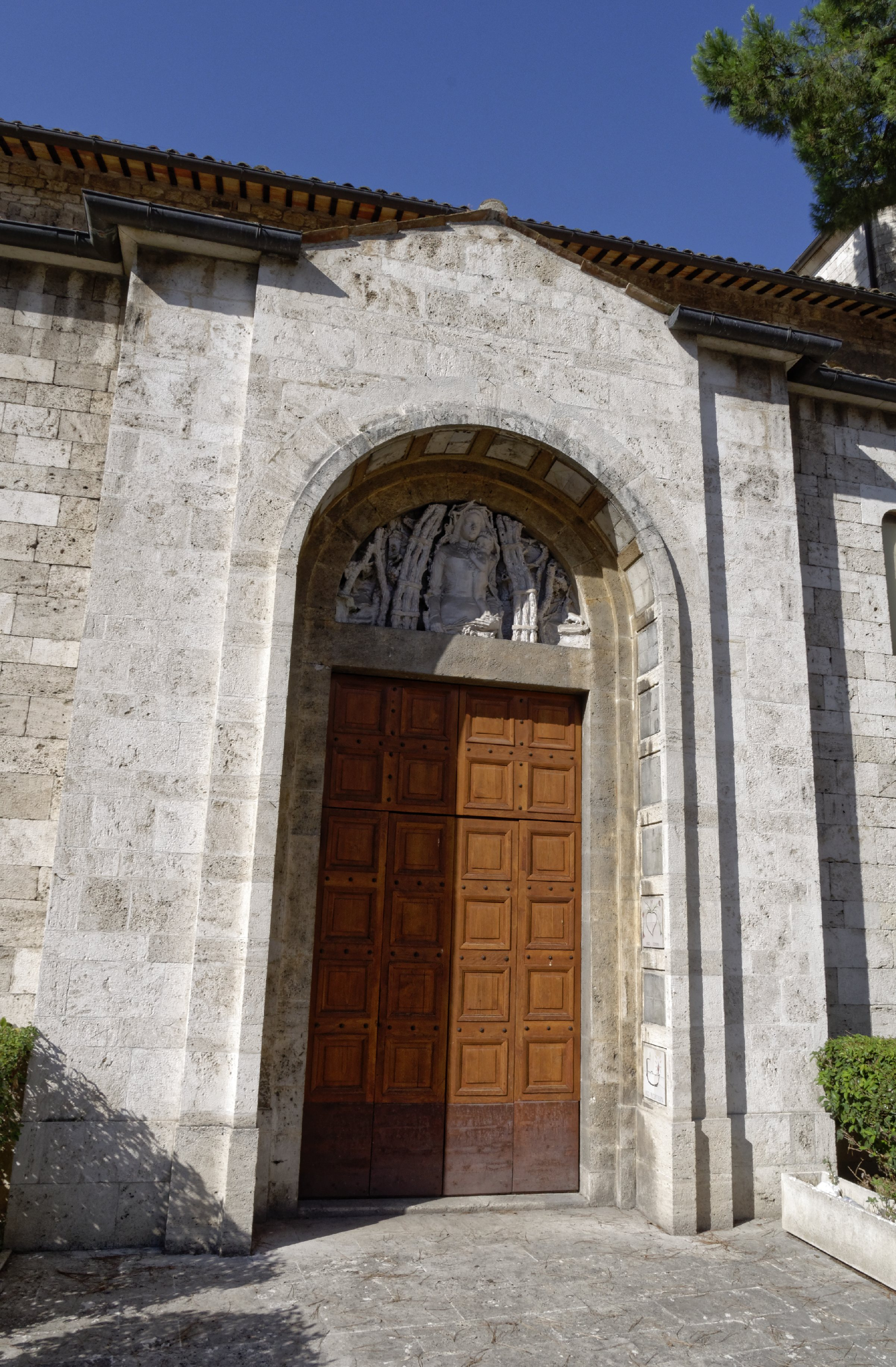
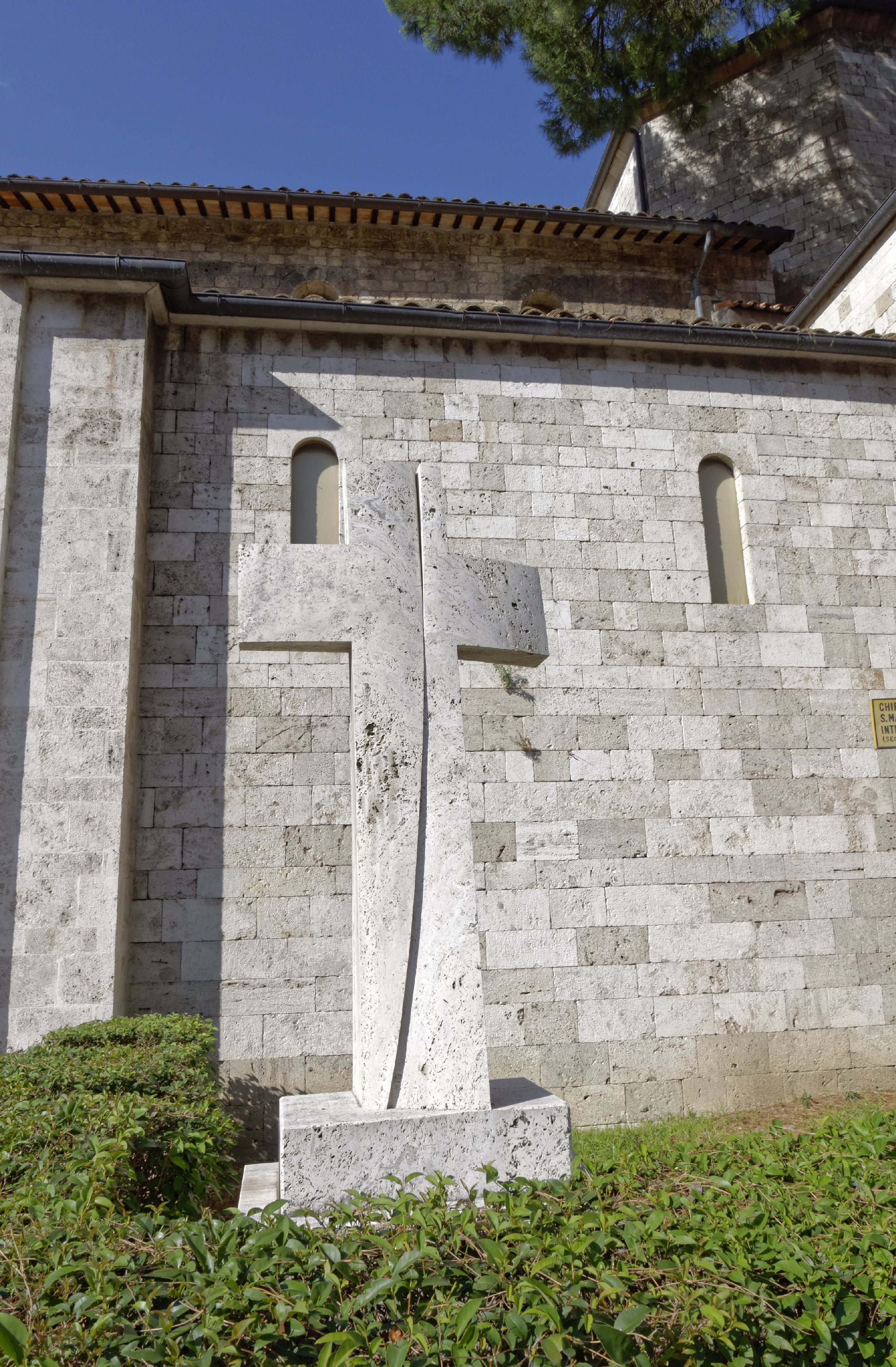
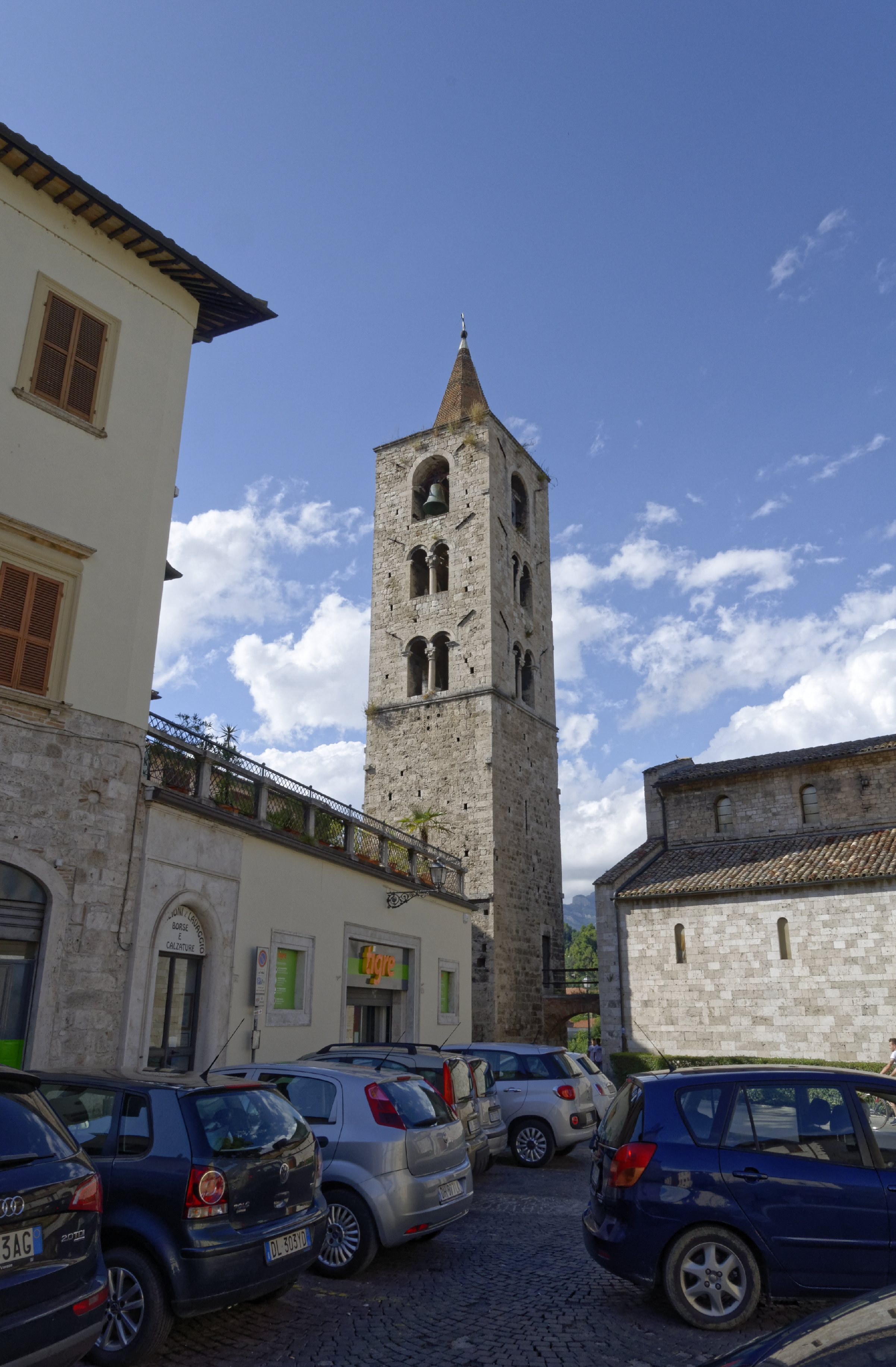
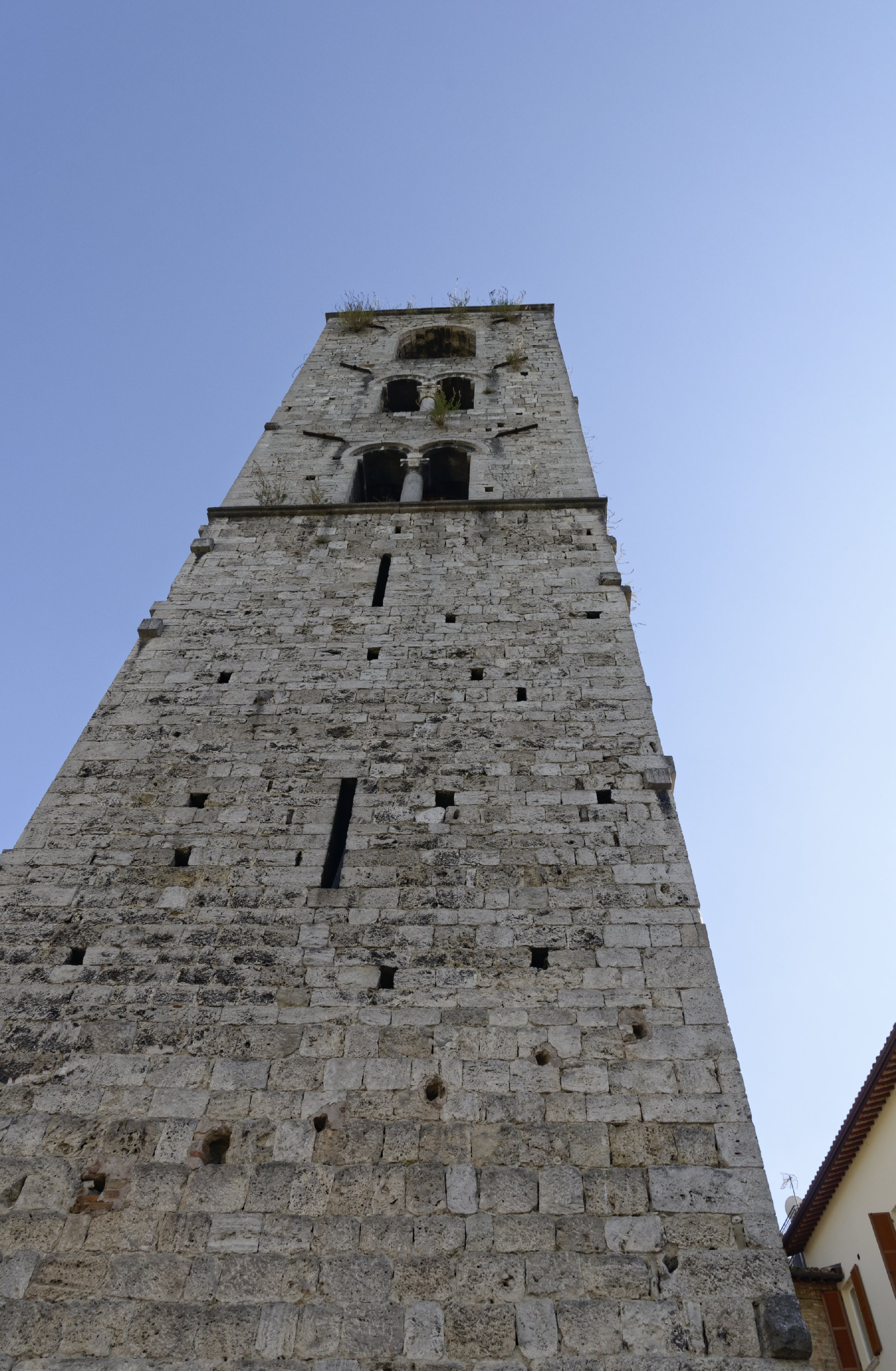
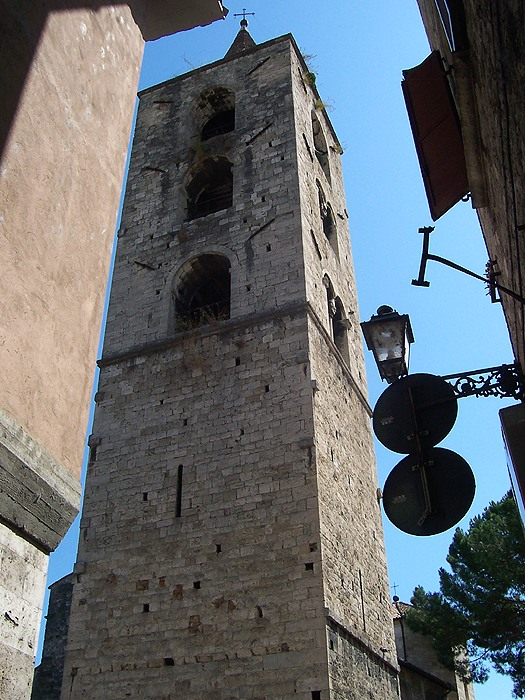
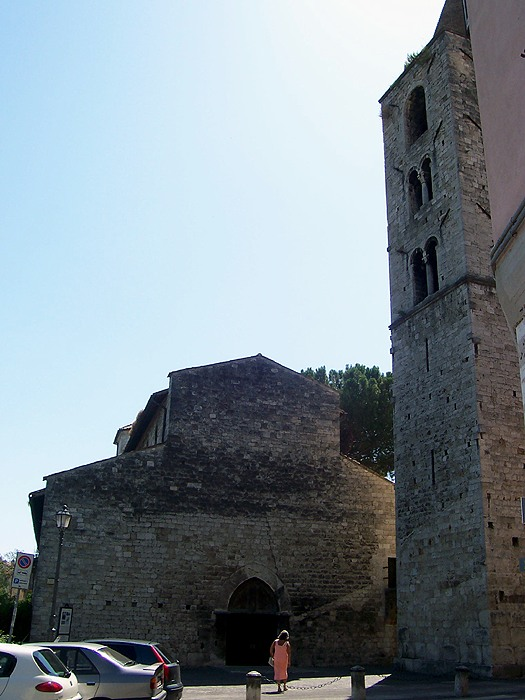
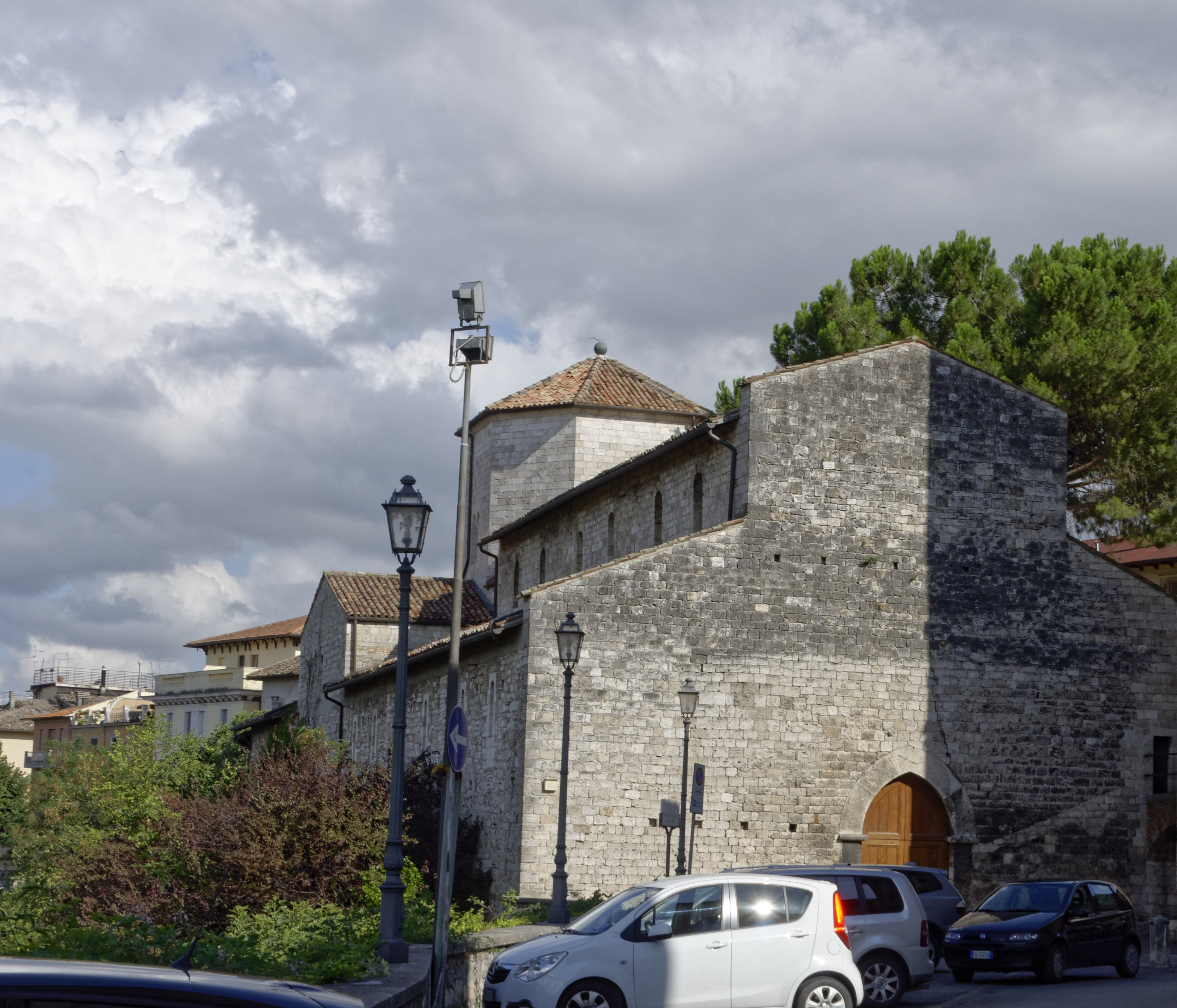